# Rivoluzione Civile
Rivoluzione Civile (Zivile Revolution) war ein italienisches Wahlbündnis der Linken, der Kommunisten und der Grünen, das am 29. Dezember 2012 entstand.

## Zusammensetzung
Die Parteien, die sich im Dezember 2012 zu Rivoluzione Civile formierten:
- Partito della Rifondazione Comunista (PRC), Vorsitzender: Paolo Ferrero
- Partito dei Comunisti Italiani (PdCI), Vorsitzender: Antonio Diliberto
- Federazione dei Verdi (FdV), Vorsitzender: Angelo Bonelli
- Italia dei Valori (IdV), Vorsitzender: Antonio Di Pietro
- Movimento Arancione (MA), Vorsitzender: Luigi de Magistris, Bürgermeister von Neapel

## Kandidaten
Die Partei, die sich selbst als Lista Civica per le Elezioni Nazionali (Zivilliste für die Nationalen Wahlen) bezeichnete, trat zu den Parlamentswahlen 2013 an. Führer der Partei ist der sizilianische Staatsanwalt Antonio Ingroia, der als Spitzenkandidat antrat.
Weitere Kandidaten waren u. a.:
- der Journalist Sandro Ruotolo (kandidierte in verschiedenen Regionen für die Abgeordnetenkammer)
- Paolo Ferrero (kandidierte im Piemont für die Abgeordnetenkammer)
- Roberta Fantozzi (kandidierte in der Toskana für den Senat)
- Ilaria Cucchi (kandidierte in Latium für die Abgeordnetenkammer)

## Wahlergebnisse
Am 25. Februar 2013 wurden vom Innenministerium die Wahlergebnisse bekanntgegeben. Rivoluzione Civile gewann demnach 2,6 % der Stimmen und verpasste damit den Einzug in das italienische Parlament. Ingroia meldete sich daraufhin auf Twitter zuversichtlich, die Partei würde sich nicht auflösen. Dieses enttäuschende Ergebnis (die Parteien kamen als La Sinistra – L’Arcobaleno 2008 auf 3,12, Italia dei Valori auf 4,37 %) wird unter anderem dem Erfolg der MoVimento 5 Stelle und der Sinistra Ecologia Libertà (3,2 %) erklärt. Andererseits steht es in Einklang mit dem langfristigen Rückgang der italienischen post-kommunistischen Linken. 2006 erhielten die Partito della Rifondazione Comunista und die Partito dei Comunisti Italiani jeweils 41 und 16 Sitze im Parlament.